# یادمان شهدای هوانوردی
یادمان شهدای هوانوردی (ترکی استانبولی: Hava Şehitleri Anıtı) واقع در منطقهٔ فاتح از شهر استانبول ترکیه یادواره‌ای است که به نخستین سربازان اسکادران هوانوردی امپراتوری عثمانی که در یک سانحه هوایی کشته شده‌اند تقدیم شده‌است. در ترکیه، برای اشاره به افرادی که در زمان جنگ کشته می‌شوند از لفظ «شهید»استفاده می‌شود.
این یادمان به یادبود سقوط متوالی دو هواپیمای تک‌باله در فلسطین که سه نفر از چهار سرنشین آنها در سفر تجسسی از استانبول به اسکندریه در اوایل سال ۱۹۱۴ کشته شدند ساخته شد. یادمان به شکل یک ستون است و در سال ۱۹۱۶ از آن پرده‌برداری شد. هر ساله در «روز شهید» یک مراسم نظامی در نزدیکی این یادمان صورت می‌گیرد.